# Liste der Naturdenkmale in Frauenberg (Nahe)
Die Liste der Naturdenkmale in Frauenberg nennt die im Gemeindegebiet von Frauenberg ausgewiesenen Naturdenkmale (Stand 15. Juli 2013).

## Naturdenkmale
| Nr.         | Bezeichnung | Lage                                    | Beschreibung                                                                               | Bild                                    |
| ----------- | ----------- | --------------------------------------- | ------------------------------------------------------------------------------------------ | --------------------------------------- |
| ND-7134-376 | Klausfelsen | nördlich des Ortes; Flur Klaushang Lage | Melaphyrfelsen mit Eichen- und Buchenkrüppelwuchs; flächenhaftes Naturdenkmal, ca. 0,05 ha | Direkt Bild zu diesem Denkmal hochladen |